# Olimpiadi degli scacchi del 1956
Le Olimpiadi degli scacchi del 1956 si svolsero dal 31 agosto al 25 settembre a Mosca. Furono la dodicesima edizione della competizione organizzata dalla FIDE, e consistettero di un unico torneo open.

## Torneo
All'evento parteciparono 197 giocatori di 34 nazioni diverse, la più alta partecipazione fino a quel momento; per la prima volta vennero giocate più di mille partite. Le squadre vennero divise in quattro gironi: le prime tre classificate di ogni gruppo si sarebbero classificate per la finale "A", le successive tre per la finale "B" e le ultime per la finale "C".

### Prima fase
Nel primo gruppo, la Polonia non riuscì a qualificarsi a causa della sconfitta al primo turno con la Svizzera, che era un'avversaria diretta, e alla sconfitta per 4-0 con l'Unione Sovietica. Nel secondo girone, la Danimarca riuscì a qualificarsi per la finale principale nonostante un brutto inizio, sconfiggendo nello scontro diretto i Paesi Bassi che a due turni dal termine era ancora un punto e mezzo avanti a loro.
L'Islanda, nel gruppo 3, nonostante un buon inizio (11/12, ma con squadre minori) persero con il Cile per 3-1, lasciando così campo libero all'Inghilterra. La Colombia e la Germania Est non riuscirono, invece, a qualificarsi dall'ultimo raggruppamento, cedendo il passo a Romania e Cecoslovacchia.
Nella tabella seguente, ogni colonna rappresenta un girone; le qualificate alla finale "A" sono evidenziate in grassetto, mentre le partecipanti alla finale "B" in corsivo.
-  Bulgaria

- Norvegia
- Polonia
- Porto Rico
- Saar
- Svezia

-  Svizzera
-  Unione Sovietica

- Austria

-  Danimarca

- Francia

-  Israele

- Mongolia
- Paesi Bassi
- Scozia

-  Jugoslavia

-  Argentina

- Cile
- Finlandia

-  Germania Ovest
-  Inghilterra

- India
- Irlanda
- Islanda
- Lussemburgo

-  Cecoslovacchia

- Belgio
- Colombia
- Germania Est
- Grecia
- Iran
- Filippine

-  Romania
-  Ungheria

### Seconda fase
Nella finale, l'Unione Sovietica cominciò battendo l'Inghilterra senza concederle un punto, e furono in testa fino al quarto turno, in cui furono sconfitti dall'Ungheria (la prima sconfitta di squadra dell'Unione Sovietica nell'intera storia delle Olimpiadi), che li raggiunse. Al turno successivo furono raggiunti anche dalla Jugoslavia, ma una netta vittoria sulla Danimarca (3,5-0,5) li riportò in testa, dove rimasero fino al termine della competizione. Ungheria e Jugoslavia si scontrarono all'ultimo turno, ma il pareggio favorì questi ultimi, che avevano vinto (come squadra) una partita in più. L'Argentina arrivò quarta, prima volta fuori dalle medaglie nel dopoguerra.
I sovietici conquistarono anche cinque medaglie individuali, di cui tre d'oro. Il danese Bent Larsen, grazie alla sua prestazione, non soltanto guadagnò la medaglia d'oro come prima scacchiera, ma anche il titolo di Grande maestro.

### Risultati assoluti
| Pos.     | Squadra          | Scacchiere           | Scacchiere              | Scacchiere           | Scacchiere             | Scacchiere           | Scacchiere            | Punti    |
| Pos.     | Squadra          | Prima                | Seconda                 | Terza                | Quarta                 | Quinta (1ª riserva)  | Sesta (2ª riserva)    | Punti    |
| Finale A | Finale A         | Finale A             | Finale A                | Finale A             | Finale A               | Finale A             | Finale A              | Finale A |
| -------- | ---------------- | -------------------- | ----------------------- | -------------------- | ---------------------- | -------------------- | --------------------- | -------- |
|          | Unione Sovietica | GM Michail Botvinnik | GM Vasilij Smyslov      | GM Paul Keres        | GM David Bronštejn     | GM Mark Tajmanov     | GM Juchym Heller      | 31       |
|          | Jugoslavia       | GM Svetozar Gligorić | GM Aleksandar Matanović | GM Borislav Ivkov    | MI Nikola Karaklajić   | MI Borislav Milić    | Božidar Đurašević     | 26,5     |
|          | Ungheria         | GM László Szabó      | GM Gedeon Barcza        | MI Pál Benkő         | MI György Szilágyi     | MI Miklós Bély       | Lajos Portisch        | 26,5     |
| 4        | Argentina        | GM Miguel Najdorf    | MI Julio Bolbochán      | GM Oscar Panno       | GM Herman Pilnik       | Raúl Sanguineti      | Bernardo Wexler       | 23       |
| 5        | Germania Ovest   | GM Wolfgang Unzicker | MI Lothar Schmidt       | Klaus Darga          | Walter Niephaus        | Rudolf Teschner      |                       | 22       |
| 6        | Bulgaria         | Nikola Pădevski      | Nikolaj Minev           | Atanas Kolarov       | Georgi Tringov         | MI Alexandǎr Cvetkov | MI Zdravko Milev      | 22       |
| 7        | Cecoslovacchia   | GM Miroslav Filip    | GM Luděk Pachman        | Jan Šefc             | MI Josef Rejfíř        | Ladislav Alster      | Jaroslav Ježek        | 20,5     |
| 8        | Inghilterra      | MI Harry Golombek    | Jonathan Penrose        | MI Robert G. Wade    | Stuart Milner-Barry    | Peter Clarke         | Alan Phillips         | 20       |
| Finale B |                  |                      |                         |                      |                        |                      |                       |          |
| 10       | Austria          | Karl Robatsch        | MI Andreas Dückstein    | Anton Kinzel         | Alexander Premeshuber  | MI Josef Lovkenc     | Hans Busek            | 28       |
| 11       | Islanda          | MI Friðrik Ólafsson  | Ingi Jóhannsson         | Baldur Möller        | Freysteinn Þorbergsson | Sigurgeir Gíslason   | Arinbjörn Guðmundsson | 27       |
| 12       | Svezia           | GM Gideon Ståhlberg  | Åke Stenborg            | Kristian Sköld       | Åke Backlund           | Manne Joffe          | Lennart Ljungqvist    | 26,5     |
| Finale C |                  |                      |                         |                      |                        |                      |                       |          |
| 25       | Filippine        | Glicerio Badilles    | Florencio Campomanes    | Carlos Benítez       | Radolfo Tan Cardoso    |                      |                       | 24       |
| 26       | Saar             | Otto Benkner         | Gerhard Lorson          | Ernst Weichselbaumer | V. Foltz               | G. Both              | G. Schmidt            | 23       |
| 27       | India            | Ramchandra Sapre     | Ramdas Gupta            | B. Mahishkar         | T. Venkatraman         |                      |                       | 20,5     |

### Risultati individuali
Furono assegnate medaglie ai giocatori di ogni scacchiera con le tre migliori percentuali di punti per partita.
|                                | Giocatore            | Punti            | Partite          | %                |
| Prima scacchiera               | Prima scacchiera     | Prima scacchiera | Prima scacchiera | Prima scacchiera |
| ------------------------------ | -------------------- | ---------------- | ---------------- | ---------------- |
|                                | Bent Larsen          | 14               | 18               | 77,8             |
|                                | Michail Botvinnik    | 9,5              | 13               | 73,1             |
|                                | Friðrik Ólafsson     | 13               | 18               | 72,2             |
| Seconda scacchiera             |                      |                  |                  |                  |
|                                | Andreas Dückstein    | 13               | 17               | 76,5             |
|                                | Aleksandar Matanović | 11,5             | 16               | 71,9             |
|                                | Gedeon Barcza        | 11,5             | 16               | 71,9             |
| Terza scacchiera               |                      |                  |                  |                  |
|                                | Paul Keres           | 9,5              | 12               | 79,2             |
|                                | Borislav Ivkov       | 12               | 16               | 75,0             |
|                                | Baldur Möller        | 11               | 16               | 68,8             |
| Quarta scacchiera              |                      |                  |                  |                  |
|                                | David Bronštejn      | 11               | 13               | 84,6             |
|                                | Rodolfo Tan Cardoso  | 13               | 17               | 76,5             |
|                                | Georgi Tringov       | 9                | 12               | 75,0             |
| Quinta scacchiera (1ª riserva) |                      |                  |                  |                  |
|                                | Raúl Sanguineti      | 9                | 11               | 81,8             |
|                                | Peter Clarke         | 9,5              | 12               | 79,2             |
|                                | Mark Tajmanov        | 8,5              | 11               | 77,3             |
| Sesta scacchiera (2ª riserva)  |                      |                  |                  |                  |
|                                | Juchym Heller        | 7,5              | 10               | 75,0             |
|                                | Lennart Ljungqvist   | 7                | 10               | 70,0             |
|                                | Zdravko Milev        | 9                | 13               | 69,2             |

#### Medaglie individuali per nazione
| Nazione          |   |   |   | Totali |
| ---------------- | - | - | - | ------ |
| Unione Sovietica | 3 | 1 | 1 | 5      |
| Danimarca        | 1 | 0 | 0 | 1      |
| Austria          | 1 | 0 | 0 | 1      |
| Argentina        | 1 | 0 | 0 | 1      |
| Jugoslavia       | 0 | 2 | 0 | 2      |
| Ungheria         | 0 | 1 | 0 | 1      |
| Filippine        | 0 | 1 | 0 | 1      |
| Inghilterra      | 0 | 1 | 0 | 1      |
| Svezia           | 0 | 1 | 0 | 1      |
| Islanda          | 0 | 0 | 2 | 2      |
| Bulgaria         | 0 | 0 | 2 | 2      |